# Thierry de Looz-Corswarem
Le comte Thierry de Looz-Corswarem, né le 8 octobre 1932 à Ixelles et mort le 12 mars 2021, est un banquier, collectionneur d'art et homme politique nationaliste belge.

## Biographie
Thierry de Looz-Corswarem est le fils d'Antoine de Looz-Corswarem (1906-1993) et de Marie-Josèphe Gillès de Pélichy (1907-1999). Il épouse en 1re noces Chantal d'Irumberry de Salaberry, puis en 2e noces Supaporn Promkhunthod.
Thierry de Looz-Corswarem exerce la profession de banquier.
Il est député bruxellois, élu sur la liste du Front national, de 1995 à 1999.
En 2015, il fait don à la Fondation Roi Baudouin de sa collection (nl) d'arts décoratifs européens des XVIIIe et XIXe siècles. Il finance aussi l'acquisition d'objets d'art belges des XVIe au XIXe siècle.
Il meurt le 12 mars 2021.

## Mandats
- 1995-1999 : député bruxellois

## Sources
- Thierry de Looz-Corswarem, Parlement francophone bruxellois